# Eduardo Martínez Sabater
Eduardo Martínez-Sabater Seguí (Cheste, 1896-Valencia, 1946) fue un político y abogado español.

## Biografía
Nacido en 1896 en la localidad valenciana de Cheste.
Durante su período como estudiante de derecho, colaboró en la revista Patria Nova de la Juventut Valencianista, con los seudónimos de Dito o Ditolín. Participó en la derechización de la línea editorial de La Correspondencia de Valencia, cuyo sector de tendencia más monárquica —que llegaría a jalear la dictadura de Primo de Rivera— acaudillaría. Miembro de la Unión Valencianista, fue uno de los miembros de la formación presentados como candidatos a elecciones municipales y legislativas durante la parte final de la Restauración, fracasando en 1920.
Militante upetista durante la dictadura de Primo de Rivera, ejerció en este período de diputado provincial y, posteriormente, de concejal del Ayuntamiento de Valencia (en la corporación constituida en noviembre de 1927). Ya durante la Segunda República, en 1933, fue proclamado vocal suplente del Tribunal de Garantías Constitucionales en representación de los colegios de abogados. Propietario de La Voz Valenciana desde 1933, también fue director de esta publicación y directivo del partido Renovación Española.
Decano del Colegio de Abogados de Valencia, llegó a ejercer también de procurador de las Cortes franquistas entre 1943 y 1946.
Falleció en Valencia en 1946.

## Obras
- La misión de Valencia en el nuevo renacer español (1944)[14]
- Claridad - Aspectos Valencianos (1922)